# 波多黎各華人
華人，大規模移民到波多黎各和加勒比海開始於19世紀。華人移民當時不得不面臨不同的障礙，禁止或限制他們進入波多黎各。
當波多黎各還是西班牙殖民地時，西班牙政府不鼓勵非西班牙裔移民。儘管西班牙政府隨著1815年格拉西斯皇家法令的通過而改變了政策，但該法令旨在吸引那些願意宣誓效忠羅馬天主教的非西班牙裔歐洲人，而不是非基督徒亞洲人。根據1898年巴黎條約，西班牙將波多黎各割讓給美國後，中國移民面臨美國的排華法案（1882年）。 1943年，排華法案被廢除，尤其是1950年代，當卡斯特羅執政後，有數百名古巴華人逃離古巴，更多的華人移民到波多黎各。

## 西班牙人的移民限制
到了19世紀，西班牙帝國失去在美洲的大部分領土。僅存的兩個殖民地是古巴和波多黎各，這些殖民地要求更多的自主權，並有獨立運動。西班牙王室頒布了1815年8月10日發起的格拉西斯皇家法令，目的是吸引非西班牙裔歐洲人到島上。 西班牙政府認為，獨立運動將因此失去聲望，而該法令只適用於歐洲人民，因為預計定居者會發誓忠於西班牙皇室並忠於羅馬天主教會。在19世紀後半期，西班牙和美洲的其他地方都變成了工業化，需要人力來完成他們的勞動力。在戰爭和飢餓的驅使下，貧窮和沒有受過教育的男人從中國到美洲工作。大批這些非技術工人被賣掉，被稱為“苦力”交易。波多黎各，古巴和多米尼加共和國是許多“苦力”到達最終目的地之前的最後一站。這些中國移民中的許多人留在波多黎各和另外兩個加勒比國家。

## 19世紀
1882年5月6日美國頒布“排華法案”時，美國的許多華人逃到波多黎各，古巴等拉美國家。他們建立了小型社區，並在餐館和洗衣店工作。“排華法案”是美國執行暫停中國移民入境的聯邦法律。美西戰爭之後，西班牙根據1898年巴黎條約的規定，將波多黎各割讓給美國。美國的中國工人被允許前往波多黎各。一些人在島上的製糖業工作，但大多數工作在波多黎各的基礎設施和鐵路系統工作。波多黎各的許多中國工人決定在島上永久定居。
波多黎各華人社區並不蓬勃發展的原因之一，是因為1899年美國軍方根據美國財政部的要求，命令在波多黎各的美國官員執行排華法案。他們認為，中國工人正在準備將波多黎各與其他國家淹沒，

## 中國在波多黎各的影響
波多黎各的華人主要經營中餐館，也從事其他業務。他們把波多黎各文化和中國文化融入了日常生活。一些華人與波多黎各人通婚，今天，不少華裔波多黎各人有西班牙姓氏，並且是中國和波多黎各混血的後裔。
各種各樣的企業被命名為Los Chinos（中國），在波多黎各毛納沃的一個山谷被稱為Quebrada Los Chinos（中國河流）。修行藏傳佛教的蓮花生佛教中心在波多黎各有一個分支。